# Paepalanthus lanatus
Paepalanthus lanatus är en gräsväxtart som beskrevs av Silveira. Paepalanthus lanatus ingår i släktet Paepalanthus och familjen Eriocaulaceae. Inga underarter finns listade i Catalogue of Life.